# داود منظور
داود منظور (زادهٔ ۱۳۴۳) اقتصاددان اهل ایران و معاون رئیس‌جمهور و رئیس سازمان برنامه و بودجه کشور در دولت سیزدهم بود. او پیش‌تر، رئیس کل سازمان امور مالیاتی کشور بود. وی دارای مدرک تحصیلی دکتری علوم اقتصادی، گرایش اقتصادسنجی و اقتصاد بخش عمومی از دانشگاه تهران (۱۳۷۹) و کارشناسی ارشد اقتصاد و معارف اسلامی از دانشگاه امام صادق (۱۳۶۹) است.
وی پیش از این قائم مقام مدیرعامل و معاون مالی و امور مجامع شرکت مادرتخصصی توانیر (۱۳۹۷–۱۳۹۳)، معاون وزیر نیرو در برنامه‌ریزی و امور اقتصادی (۱۳۹۰–۱۳۸۸)، معاون اقتصادی وزیر امور اقتصادی و دارایی (۱۳۹۲–۱۳۹۱)، معاون برنامه‌ریزی در معاونت برنامه‌ریزی و نظارت راهبردی رئیس‌جمهور (۱۳۹۱–۱۳۹۰)، معاون برنامه‌ریزی در معاونت برنامه‌ریزی و نظارت راهبردی رئیس‌جمهور (۱۳۹۱–۱۳۹۰)، مشاور اقتصادی وزیر نیرو (۱۳۹۳–۱۳۹۲)، دبیر کمیته ملی انرژی جمهوری اسلامی ایران و نماینده کشور در شورای جهانی انرژی از سال ۱۳۸۵ تاکنون و مشاور رئیس مرکز پژوهش‌های مجلس شورای اسلامی (۱۳۹۳–۱۳۹۲) بوده است.

## انتخابات ریاست‌جمهوری ۱۴۰۳
وی در روز دوشنبه ۱۴ خرداد ۱۴۰۳ با حضور در وزارت کشور برای انتخابات ریاست‌جمهوری دوره چهاردهم ثبت‌نام کرد ولی در بامداد ۱۹ خرداد ۱۴۰۳ با انتشار توئیتی و پیش از اعلام اسامی توسط شورای نگهبان به نفع نیروهای انقلاب انصراف داد.

## نقد عملکرد

### حقوق کارگران
در حالیکه تعیین حداقل دستکزد سالانه کارگران ارتباطی به سازمان برنامه و بودجه ندارد و طی مذاکرات ۳ جانبه تعیین می‌گردد وی در اسفند ۱۴۰۲ پیرامون حداقل دستکزد کارگران در سال آینده گفت:آنچه مبنای پیشنهاد و تصمیم ما در دولت برای افزایش حقوق و دستمزد است، تورم انتظاری سال آینده است. ما امیدواریم در مذاکرات میان تشکل‌های کارگری و دولت بر همین مبنا به یک نرخ معقول افزایش دستمزد برسیم تا موضوع تورم انتظاری از کنترل خارج نشود. وی در پایان در پاسخ به سؤالی پیرامون اینکه چرا در سال گذشته نیز باتوجه به مطرح شدن موضوع تورم انتظاری باز هم شاهد عدم کاهش این نرخ بودیم، گفت: توضیحات کافی را در این زمینه دادم و پاسخ دیگری ندارم.
با وجود سرکوب دستمزد کارگران در سال ۱۴۰۳، نرخ تورم در بهار ۱۴۰۳ همانند سال قبل بالای ۸ درصد بود.

### حذف ارز ترجیحی برنج
دولت ابراهیم رئیسی در اردیبهشت ۱۴۰۳ لیست کالایهای مشمول ارز ترجیحی را اعلام کرد که طی آن اقلامی خوراکی همچون شکر، حبوبات، روغن خوراکی و برنج از لیست مشمولان دریافت ارز ترجیحی حذف گردیده بود. چند روز بعد با گفتگوی مدیران وزارت جهاد کشاورزی با هیئت دولت برنج و روغن به لیست دریافت کنندگان ارز ترجیحی افزوده شدند. ۲ ماه بعد؛ خبرگزاری تسنیم در ۲۹ تیر ۱۴۰۳ نامه ای منتشر ساخت که داوود منظور به محمد مخبر (که پس از درگذشت ابراهیم رئیسی در اردیبهشت ۱۴۰۳ کفیل ریاست جمهوری بود) اعلام کرده بود: «در خصوص وضعیت قیمت برنج بعد از حذف ارز ترجیحی ۲۸۵۰۰ تومانی … قیمت برنج وارداتی بعد از حذف ارز ۲۸۵۰۰ تومانی به قیمت برنج هندی در بازار آزاد خواهد رسید. همچنین حذف ارز ترجیحی تأثیر زیادی در تغییر قیمت برنج داخلی نخواهد داشت.» در انتهای این مکاتبه آمده است «حذف ارز ترجیحی واردات برنج عملاً نباید تأثیر چندانی بر افزایش قیمت بر بازار داخلی داشته باشد.» وی در این نامه اشاره کرده است که حذف ارز ترجیحی در سفر استانی ابراهیم رئیسی به استان مازندران توسط برخی نمایندگان این استان در مجلس خبرگان از رئیسی درخواست شده است.
حسین صمصامی نماینده تهران و عضو کمیسیون اقتصادی مجلس، در واکنش به مکاتبه رئیس سازمان برنامه و بودجه در خصوص وضعیت برنج بعد از حذف ارز ۲۸۵۰۰ تومانی نوشت: «برای توجیه حذف ارز ۲۸۵۰۰ تومانی گفته‌اند برنج گران نخواهد شد. اما تجربه حذف ارز ۴۲۰۰ در سال ۹۸ نشان داد متوسط قیمت از ۷ هزار تومان به بیش از ۱۰ هزار تومان افزایش یافت. قطعاً با حذف ارز ۲۸۵۰۰ تومانی قیمت برنج بالای ۷۵ هزار تومان و برنج داخلی به ۱۵۰ هزار تومان خواهد رسید.» صمصامی همچنین پیرامون اثر افزایش قیمت مواد غذایی پس از حذف ارز ترجیحی در ازردیهشت ۱۴۰۳ نوشت که قیمت شکر فله که اسفند ۱۴۰۲ با ارز ترجیحی ۲۸۵۰۰ تومان؛ هر کیلو ۲۸۰۰۰ تومان بوه است با حذف ارز ترجیحی به هر کیلو ۴۲۵۰۰ رسیده است و با حذف ارز ترجیحی برنج همین وضعیت برای برنج نیز تکرار خواهد شد. صمصمامی که از منتقدان جدی این رویه است در گفت و گویی رادیویی با اشاره به تأثیرات حذف ارز ترجیحی بر افزایش تورم گفت: «یکی از دلایل حرکت اقتصاد ما به این سمت که با تورم‌های بالا دست و پنجه نرم می‌کند، اقامهٔ همین نوع استدلال‌های غلطی است که تا کنون اتفاق افتاده است. از ابتدای سال تا کنون حبوبات با ۵۰ درصد افزایش قیمت، پوشک بچه با افزایش ۳۰–۴۰ درصدی، جو حدود ۴۲ درصد و … که همگی بخاطر حذف ارز ترجیحی آن‌ها بوده است. متأسفانه شاهد این موضوع هستیم که همان استدلال‌های غلطی که برای حذف ارز ۴۲۰۰ تومانی عده ای آوردند و آن بلا را بر سرسفرهٔ مردم آوردند هم‌اکنون دقیقاً همان استدلال‌ها را می‌آورند تا به واسطهٔ آن مجدداً ارز ترجیحی کالاهایی همچون برنج را حذف کنند. وقتی شما ارز ترجیحی برنج را حذف می‌کنی قیمت برنج وارداتی که در بازار هم‌اکنون با تخصیص ارز ترجیحی ۵۷ هزار تومان است، قطعاً افزایش پیدا خواهد کرد. مشکل اینجا تخصیص ارز ترجیحی نیست، مشکل جاهای دیگه است، مشکل در نظام توزیع و نظارت شماست. دقیقاً با همین استدلال‌های غلط که این ارز اصابت نمی‌کند، ارز ۴۲۰۰ تومانی را حذف کردیم و مرغ ۳۰ هزازتومانی به ۶۰ هزار تومان رسید. همین الان از ابتدای سال تا کنون ارز ترجیحی کره، لاستیک، حبوبات و لاستیک و کلی کالای دیگر حذف شده است، خب خیلی مشخص است بروید ببینید الان قیمت این کالاها در بازار چقدر افزایش پیدا کرده است؟ تا کی این مسیر باید ادامه پیدا کند؟ قیمت شکر ۵۰ درصد افزایش پیدا کرده است؟ خب این استدلال‌های غلط را چه کسانی مطرح می‌کنند؟»
نهایتاً پیشنهاد داوود منظور برای حذف ارز ترجیحی برنج در تاریخ ۳۰ تیر ماه ۱۴۰۳ در کمیسیون اقتصاد هیئت دولت (کمیسیون فرعی) مطرح شد و با توجه به اینکه حمایت از تولید داخل و تنظیم بازار از طریق مدیریت زمانی واردات توسط وزارت جهاد کشاورزی صورت خواهد گرفت، تصمیم‌گیری در این خصوص در برهه فعلی ضروری تشخیص داده نشد و پیشنهاد یادشده از دستور خارج شد.
با اینکه دولت در ظاهر ارز ترجیحی برنج را حذف نکرده، اما عملاً اختصاص ارز به برنج از ابتدای سال ۱۴۰۳ را کم کرد که به کاهش عرضه برنج خارجی در بازار و افزایش قیمت انجامید. دبیر انجمن تولیدکنندگان و تامین‌کنندگان برنج ایرانی در ۳ مرداد ۱۴۰۳ گفت: «در حال حاضر دوره ممنوعیت شروع شده و از ۲۰۰ هزار تن ثبت سفارش در تیرماه فقط ۱۰۰ هزار تن وارد شده و حتی در مجموع با واردات ۳۸۰ هزار تن در چهارماه نخست سال که نسبت به زمان مشابه سال قبل کاهشی بوده است. هیچ توجهی به پیشنهادات بخش خصوصی مبنی بر واردات قبل از دوره ممنوعیت به میزان حداقل ۶۰۰ هزار تن یا کاهش دوماهه دوره ممنوعیت نشد که بیشترین لطمه در بازار با کمبود و افزایش قیمت برنج خارجی، برنج ایرانی با افزایش قیمت و رکود وارد شد… به دلیل اینکه در حال حاضر ارز ۲۸ هزار و ۵۰۰ تومانی با تأخیر و پس از چند ماه تخصیص پیدا می‌کند، واردات برنج از طریق اعتبار بخش خصوصی انجام می‌شود. هزینه انتقال ارز به این شیوه و حتی خواب سرمایه و سودی که باید به خارجی‌ها که از منابع واردکننده است، بابت این پول داده شود موجب می‌شود که قیمت تمام شده کمی افزایش یابد. قیمتی که تاکنون در بنادر بوده ۴۶ هزار تومان است که به پخش عمده رسیده او پس از آن سودهای خود را دارد تا به دست مصرف‌کننده برسد و ممکن است بین ۲۰ تا ۳۰ درصد قیمت آن افزایش یابد. در صورتی که قیمت تعیین شده وارد تالار دوم شود ممکن است قیمت آن حتی کمتر از میزان تخصیص یافته شود. اما نکته مهم این است که اگر این تأخیر در تخصیص ارز را ملاک قرار دهیم قیمت ارز تفاوت چندانی با ارز تالار دوم ندارد چراکه هزینه‌های سربار آن زیاد است.»
علی بابایی کارنامی نماینده ساری و رضا حاجی پور نماینده آمل نیز از حامیان حذف ارز ترجیحی برنج و گران سازی آن بودند.